# 信長の野望 ゲームボーイ版
『信長の野望 ゲームボーイ版』（のぶながのやぼう ゲームボーイばん）は、1990年10月10日に日本の光栄から発売されたゲームボーイ用歴史シミュレーションゲーム。
同社による『信長の野望シリーズ』の1作。『信長の野望 (初代)』（1983年）と『信長の野望・戦国群雄伝』（1988年）をミックスした内容で顔グラフィックやBGMなどは『群雄伝』のものを使用している。通信ケーブル使用により、2人対戦プレイが可能となっている。
開発は光栄が行い、プロデューサーはシブサワ・コウ、音楽は菅野よう子および山本光男が担当している。

## ゲーム内容

### システム
ゲーム内容としては1年を春夏秋冬と4ターンしか実行することができない。その上、コマンドは1ターンに1回しか実行できない。また家臣の忠誠度はなく、従来のシリーズでは義理堅いとされている武将であっても裏切ることがある。また内政をする場合は金額は指定できず、開墾や治水、商業の数値そのものが使用する金額である。また国単位ではなく、全体で表示される。
軍事面に関してはたとえ数カ国大名を滅ぼしても相手から攻め込まれて敗北すれば即滅亡となり、ゲームオーバーとなる。大勢力であっても隙を衝かれて小勢力に滅ぼされるという事態も起こる。戦闘では敵国の兵糧が少ないときに小部隊で攻め込ませ、逃げ回り相手の兵糧を減らすことで簡単に勝利することができる。
敵大名を滅ぼした際に、斬らずに逃がすことはできるが、浪人とならずに自害してしまう。
勢力範囲は北陸、関東（北条家のみ）から近畿のみとなっている。1560年からしかスタートできないが、徳川家が今川家から独立していたり、姉小路家が大勢力（武田家、本願寺家、斎藤家）に挟まれているなど、1560年当時の史実とは異なる部分もある。

### 本能寺の変
本作でもシリーズの恒例ともなっている歴史イベント「本能寺の変」が発生するが、織田軍と明智軍の戦闘となるタイプの内容となっている。織田軍が圧倒的不利な状況の中、プレイ次第では明智軍に勝利することが可能で、比較的『全国版』『戦国群雄伝』の同イベントに近い。
ただし前述の同イベントと異なり、本作では、明智軍に勝利すると「明智光秀を織田信長の手によってその場で明確に処断することが出来る」本能寺の変となっている（『全国版』は「明智を倒しましたぞ!!」というメッセージ表示があるだけ、『戦国群雄伝』は明智光秀が浪人になる）。なお、発生はランダムであり、明智光秀以外の武将が謀反を起こして本能寺の変が起きない場合や、明智光秀が通常の謀反を起こして本能寺の変イベントにならない場合がある。

## 評価
ゲーム誌『ファミコン通信』の「クロスレビュー」では合計25点、『ファミリーコンピュータMagazine』の読者投票による「ゲーム通信簿」での評価は以下の通り、20.64点（満30点）となっている。また、同雑誌1991年5月10日号特別付録の「ファミコンロムカセット オールカタログ」では、「ゲームボーイの性能を考え、短時間で楽しめるようになっている」と肯定的に評価された。
| 項目 | キャラクタ | 音楽 | 操作性 | 熱中度 | お買得度 | オリジナリティ | 総合  |
| 得点 | 3.69       | 3.52 | 3.44   | 3.76   | 2.90     | 3.33           | 20.64 |